# 2.ª División Mecanizada Ligera
La 2.ª segunda división mecanizada ligera, es una unidad blindada francesa, creada en 1937 por la transformación de la 5.ª División de Caballería, con sede en Lyon.
Para su organización se tomó en cuenta la 1.ª División Mecanizada Ligera creada el año anterior, con algunas modificaciones, principalmente debido a los cambios en el material usado. Durante la campaña de Francia, fue rodeado por tropas alemanas en territorio de Bélgica. Sin embargo, se reconstituye a principios de junio, y lleva a cabo operaciones que retrasarían al enemigo, durante la retirada del ejército francés, hasta el armisticio del 25 de junio de 1940. Después de la derrota, la división fue disuelta el 16 de julio.

## Comandantes
- Del 5 de julio de 1937 a septiembre de 1939 General Félix René Altmayer.
- De septiembre de 1939 al 16 de julio de 1940 General Gabriel Bougrain.

## Organización
- 3° Brigada Mecanizada Ligera (General Testard)
  - 13.er Regimiento de dragons
  - 29° Regimiento de dragons

Los dos regimientos de combate blindado, con dos escuadrones de Hotchkiss H35 y dos Somua S-35.
- 4.ª Brigada Mecanizada Ligera(coronel Wood Beauchesne)
  - 13° Regimiento de cuirassiers, regimiento de reconocimiento, con dos escuadrones de carros blindados y dos escuadrones de motociclistas de reconocimiento.
  - 1.er Regimiento de dragons, con tres batallones: un escuadrón de blindados de reconocimiento, dos de fusileros, y un escuadrón de ametralladoras y equipo.
  - 12° Escuadrón de División Antitanque, de cañones antitanque de 25 mm.
  - 12° Escuadrón de División de Reparaciones.

- Regimientos de Artillería
  - 2 grupos con 12 cañones de 75 mm.
  - 1 grupos con 12 cañones de 105 mm.
  - 1 Batería antitanque de 10 cañones de 47 mm.

En total, la 2° División, cuenaba con:
- 260 vehículos blindados
  - 48 AMD Panhard-178,
  - 69 Renault ZT,
  - 94 Hotchkiss H35 y
  - 96 Somua S-35.

Su potencia de fuego era:
- 12 cañones de 105 mm.
- 24 cañones de 75 mm.
- 96 cañones de 47 mm.
- 96 cañones de 37 mm.
- 117 cañones de 25 mm.
- 450 fusiles automáticos y ametralladoras.

- Datos: Q2815897
- Multimedia: 2e division légère mécanique / Q2815897